# Jun Tamano
Jun Tamano (玉乃 淳 Tamano Jun?), född 19 juni 1984 i Tokyo prefektur, är en japansk före detta fotbollsspelare.
Tamano började sin karriär 2002 i Tokyo Verdy. Med Tokyo Verdy vann han japanska cupen 2004. Efter Tokyo Verdy spelade han för Tokushima Vortis, Yokohama FC och Thespa Kusatsu. Han avslutade karriären 2009.